# Terrasite
Terrasite — восьмой студийный альбом американской дэтграйнд-группы Cattle Decapitation, выпущенный 12 мая 2023 года на лейбле Metal Blade Records. Альбом посвящён раннему гитаристу и сооснователю группы Гейбу Сербиану, который умер в апреле 2022 года.

## Об альбоме
Музыканты сообщали, что идея пластинки разрабатывалась 8 лет. Название альбома является словом, придуманным вокалистом Трэвисом Райаном, которое состоит из двух составляющих — terra (с лат. — «Земля») и sitos (с греч. — «еда») и может иметь два значения: пожиратель Земли или постантропоценовое человечество. По заявлению группы, в предыдущем альбоме Death Atlas описывалось вымирание человечества, в Terrasite идёт речь о «перерождённом» человечестве, которое после вымирания приняло форму «терразитов» (также изображённых на обложке), которые должны закончить опустошение планеты.

## Список композиций
Все тексты написаны Трэвисом Райаном, вся музыка написана Cattle Decapitation.
| №                   | Название                                | Длительность |
| ------------------- | --------------------------------------- | ------------ |
| 1.                  | «Terrasitic Adaptation»                 | 5:01         |
| 2.                  | «We Eat Our Young»                      | 3:55         |
| 3.                  | «Scourge of the Offspring»              | 4:28         |
| 4.                  | «The Insignificants»                    | 4:43         |
| 5.                  | «The Storm Upstairs»                    | 5:27         |
| 6.                  | «…and the World Will Go On Without You» | 4:14         |
| 7.                  | «A Photic Doom»                         | 4:26         |
| 8.                  | «Dead End Residents»                    | 5:09         |
| 9.                  | «Solastalgia»                           | 4:56         |
| 10.                 | «Just Another Body»                     | 10:15        |
| Общая длительность: | Общая длительность:                     | 52:34        |

## Участники записи
Cattle Decapitation
- Трэвис Райан — вокал
- Джош Элмор — гитара
- Белисарио Димуцио — гитара
- Оливье Пинар — бас-гитара
- Дэйв МакГроу — ударные

Приглашённые музыканты
- Дис Патер — клавишные (треки 1, 3 и 10), ударные (1, 3 и 10)
- Дэйв Отеро — дополнительные клавишные

Производственный персонал
- Дэйв Отеро — продюсирование, сведение, мастеринг
- Уэс Бенскотер — обложка